# Sacra conversazione

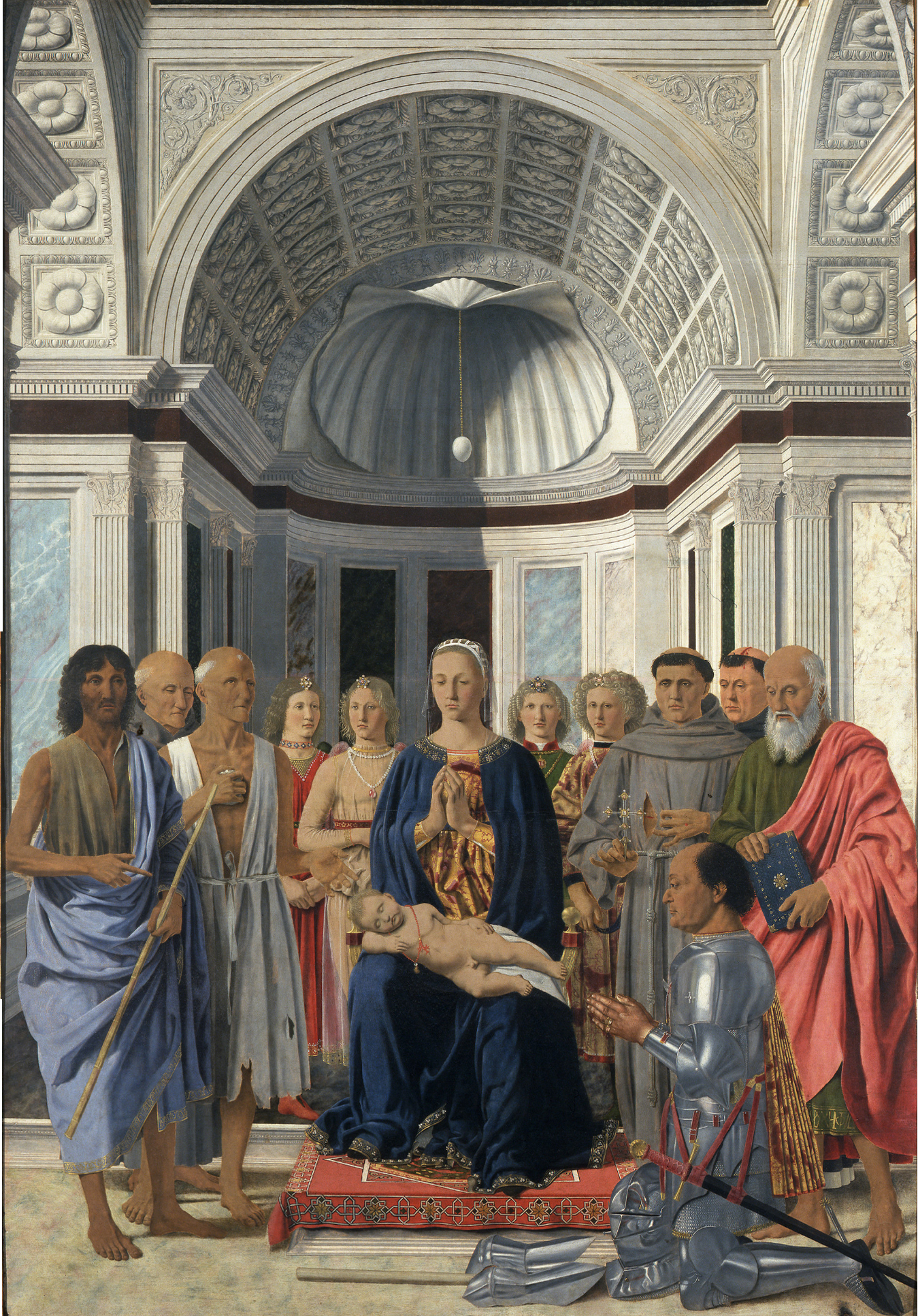
Piero della Francesca, Pala di Brera (1472), una sacra conversazione.

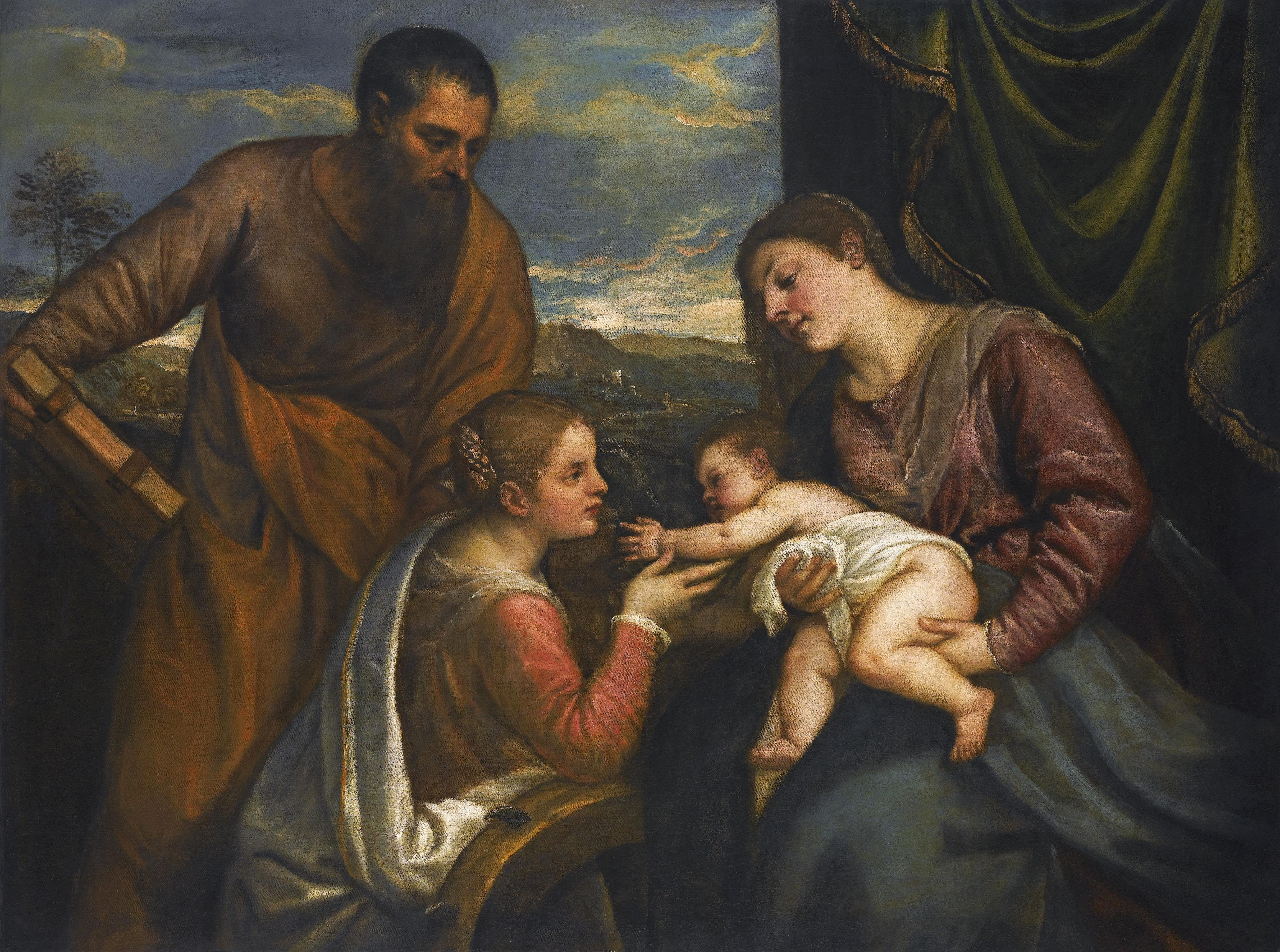
Tiziano Vecellio, Sacra conversazione, con Madonna con Bambino e santa Caterina d'Alessandria, in presenza di san Luca.

L'iconografia della sacra conversazione è la rappresentazione della Madonna in trono, circondata da santi e talvolta alla presenza del donatore o dei donatori del dipinto. Può anche rappresentare un colloquio su temi dottrinali e teologici, in presenza della Vergine Maria con il Bambino Gesù.

## Esempi
L'opera che probabilmente è il primo esempio di questo tema è la Pala di Annalena del Beato Angelico (1430-1440 circa); secondo altri storici dell'arte è la Madonna del canonico van der Paele di Jan van Eyck (1436) o la Pala di Brera di Piero della Francesca (1472-1474). Un notevole esempio di sacra conversazione è anche la Pala Pesaro di Tiziano Vecellio a Venezia.

## Seguiti
Il nome di questo tipo di dipinto ha ispirato la critica nel definire conversation piece un genere pittorico sviluppatosi dal diciassettesimo secolo nei Paesi Bassi (erano ritratti collettivi di compagnie detti vrolijk gezelschap, e di feste in giardino, dette buitenpartij, ad opera di pittori come Dirck Hals, David Vinckboons, Adriaen van de Venne, Willem Buytewech, Hieronymus Janssens e Pietro Paolo Rubens), e successivamente affermatosi in Gran Bretagna con Arthur Devis, William Hogarth, Johann Zoffany e Joshua Reynolds (che estesero l'ambiente ritratto anche ai pub ed alle situazioni popolaresche).